# Kristen Renton
Kristen Renton (ur. 14 września 1982 r. w Denver w stanie Kolorado) – amerykańska aktorka.

## Filmografia
- Dni naszego życia (2007–2008) jako Morgan Hollingsworth
- Synowie Anarchii (2009–2013) jako Ima Tite
- Strictly Sexual: The Series (2011) jako Summer
- Jeden gniewny Charlie (2012–2014) jako Allie